# Montgauch
Montgauch település Franciaországban, Ariège megyében. Lakosainak száma 112 fő (2022. január 1.). Montgauch Balaguères, Caumont, Cazavet, Montégut-en-Couserans, Moulis és Saint-Lizier községekkel határos.

## Népesség
A település népességének változása:
| Lakosok száma | 157  | 116  | 125  | 118  | 121  | 122  | 122  | 125  | 120  | 112  |
|               | 1968 | 1982 | 1990 | 2006 | 2013 | 2015 | 2017 | 2019 | 2020 | 2022 |